# 武卡拉西卡
武卡拉西卡是哥倫比亞的城鎮，位於該國東北部，由北桑坦德省負責管轄，始建於1870年，面積263平方公里，海拔高度667米，2005年人口4,507，人口密度每平方公里17.14人。

## 外部連結
- （西班牙文） Government of Norte de Santander - Bucarasica
- （西班牙文）Bucarasica portal
- （西班牙文） Bucarasica official website

8°03′N 72°52′W / 8.050°N 72.867°W